# Flora der Gegend um Frankfurt am Main
Flora der Gegend um Frankfurt am Main (abreviado Fl. Frankfurt) es un libro ilustrado con descripciones botánicas que fue editado por el botánico alemán, Johannes Becker. Fue publicado en 1827-28. 